# Przestrzeń c0
Przestrzeń c0 – przestrzeń Banacha wszystkich ciągów liczbowych {\displaystyle (\xi _{k})} zbieżnych do 0 z normą supremum, to znaczy
{\displaystyle \|(\xi _{k})_{k=1}^{\infty }\|=\sup _{k\in \mathbb {N} }|\xi _{k}|.}
Przestrzeń {\displaystyle c_{0}} może być w naturalny sposób utożsamiona z podprzestrzenią liniową przestrzeni wszystkich ciągów ograniczonych ℓ∞, a także z przestrzenią funkcji ciągłych znikających w nieskończoności na zbiorze liczb naturalnych z topologią dyskretną.

## Własności
- Przestrzeń {\displaystyle c_{0}} jest ośrodkową przestrzenią Banacha.
- Przestrzeń ta ma bazę Schaudera. Rodzina ciągów {\displaystyle (e_{n}),} które na {\displaystyle n}-tym miejscu mają jedynkę, a poza tym są równe zeru jest bezwarunkową bazą Schaudera tej przestrzeni. Baza ta nazywana jest kanoniczną bazą w przestrzeni {\displaystyle c_{0}.}

Dowód. Niech {\displaystyle x=(\xi _{k})\in c_{0}} oraz dla każdego {\displaystyle n} niech {\displaystyle S_{n}=\xi _{1}e_{1}+\ldots +\xi _{n}e_{n}.} Mamy
{\displaystyle \|x-S_{n}\|=\|(0,0,\dots ,0,\xi _{n+1},\xi _{n+2},\xi _{n+2},\dots )\|=\sup _{k\geqslant n+1}|\xi _{k}|\to 0}
ponieważ ciąg {\displaystyle (\xi _{k})} jest zbieżny do 0. Oznacza to, że
{\displaystyle x=\sum _{k=1}^{\infty }\xi _{k}e_{k}.}
Ponieważ powyższe przedstawienie jest jednoznaczne {\displaystyle (e_{n})} jest istotnie bazą Schaudera w {\displaystyle c_{0}.} Bezwarunkowość tej bazy wynika z następującej obserwacji. Dla każdego ciągu skalarów {\displaystyle (\varepsilon _{k})} spełniających warunek {\displaystyle |\varepsilon _{k}|=1} dla każdego {\displaystyle k} zachodzi
{\displaystyle \sup _{k\in \mathbb {N} }|\varepsilon _{k}\xi _{k}|=\sup _{k\in \mathbb {N} }|\varepsilon _{k}|\,|\xi _{k}|=\sup _{k\in \mathbb {N} }|\xi _{k}|=\|x\|.}
Oznacza to, że {\displaystyle (e_{n})} jest bezwarunkową bazą Schaudera ze stałą 1.
- Domknięta kula jednostkowa przestrzeni {\displaystyle c_{0}} nie zawiera punktów ekstremalnych. Z twierdzenia Krejna-Milmana wynika, że {\displaystyle c_{0}} nie jest izometryczna z żadną przestrzenią sprzężoną. W szczególności, przestrzeń {\displaystyle c_{0}} nie jest refleksywna.
- Indeks Szlenka przestrzeni {\displaystyle c_{0}} wynosi {\displaystyle \omega .}
- Każda domknięta nieskończenie wymiarowa podprzestrzeń przestrzeni {\displaystyle c_{0}} zawiera podprzestrzeń izomorficzną z przestrzenią {\displaystyle c_{0}.}
- Twierdzenie Sobczyka mówi, że każda podprzestrzeń ośrodkowej przestrzeni Banacha {\displaystyle X,} która jest izomorficzna z {\displaystyle c_{0}} jest komplementarna w {\displaystyle X,} tj. istnieje ograniczony rzut z {\displaystyle X} na tę podprzestrzeń. Z drugiej strony, żadna podprzestrzeń izomorficzna z {\displaystyle c_{0}} przestrzeni {\displaystyle \ell _{\infty }} nie jest komplementarna.
- Przestrzeń {\displaystyle c_{0}} jest izomorficzna z przestrzenią {\displaystyle c} wszystkich ciągów zbieżnych poprzez izomorfizm {\displaystyle T\colon c\to c_{0}} dany wzorem {\displaystyle T(a)=a-\lim a.} Przestrzeń {\displaystyle c_{0}} jest izomorficzna również z przestrzenią cs szeregów sumowalnych.

### Dualność
- Przestrzeń sprzężoną do przestrzeni {\displaystyle c_{0}} utożsamia się w sposób izometryczny z przestrzenią ℓ1. Dualność ta wyznaczona jest przez związek

{\displaystyle \langle x,y\rangle =\sum _{n=1}^{\infty }x_{n}y_{n}\;\;\;{\big (}x=(x_{n})_{n=1}^{\infty }\in c_{0},\;y=(y_{n})_{n=1}^{\infty }\in \ell _{1}{\big )}.}
- Przestrzeń {\displaystyle c_{0}} nie jest słabo ciągowo zupełna.

Dowód. Ciąg {\displaystyle (u_{n})} elementów przestrzeni {\displaystyle c_{0}} danych wzorami
{\displaystyle u_{n}=(\underbrace {1,1,\dots ,1} _{n},0,0,\dots )}
jest słabym ciągiem Cauchy’ego, gdyż dla każdego ciągu {\displaystyle y=(y_{n})\in \ell _{1}} granica {\displaystyle \lim \langle u_{n},y\rangle } istnieje i równa się {\displaystyle \Sigma _{n}y_{n}.} Ciąg {\displaystyle (u_{n})} nie jest jednak słabo zbieżny.

## Operatory o wartościach wc0
Niech {\displaystyle X} będzie przestrzenią Banacha. Wówczas ograniczone operatory liniowe {\displaystyle T\colon X\to c_{0}} są we wzajemnej odpowiedniości z ciągiami {\displaystyle (f_{n})} w przestrzeni sprzężonej {\displaystyle X^{*},} które są *-słabo zbieżne do 0. Istotnie, jeżeli {\displaystyle T\colon X\to c_{0}} jest ograniczonym operatorem liniowym, to ciąg {\displaystyle (T^{*}e_{n}^{*})} w {\displaystyle X^{*}} jest *-słabo zbieżny do 0, przy czym {\displaystyle (e_{n}^{*})} oznacza kanoniczną bazę {\displaystyle \ell _{1}} utożsamioną z przestrzenią sprzężoną do {\displaystyle c_{0}.} Z drugiej strony, jeżeli {\displaystyle (f_{n})} jest ciągiem *-słabo zbieżnym do 0, to operator {\displaystyle T\colon X\to c_{0}} dany wzorem {\displaystyle Tx=\langle x,f_{n}\rangle ,} gdzie {\displaystyle x\in X,} jest liniowy i ograniczony.

## Uogólnienie
Dla dowolnego zbioru {\displaystyle \Gamma } można zdefiniować przestrzeń
{\displaystyle c_{0}(\Gamma )={\big \{}f\colon \Gamma \to \mathbb {C} \colon {\mbox{dla każdego }}\varepsilon >0{\mbox{ zbiór }}\{s\in \Gamma \colon |f(s)|\geqslant \varepsilon \}{\mbox{ jest skończony}}{\big \}},}
wyposażona w normę supremum jest przestrzenią Banacha. Dla dowolnego zbioru {\displaystyle \Gamma } przestrzeń ta jest typu WCG oraz
{\displaystyle c_{0}(\Gamma )^{*}\cong \ell _{1}(\Gamma ).}
Gdy zbiór {\displaystyle \Gamma } jest przeliczalny przestrzeń ta jest izometrycznie izomorficzna z klasyczną przestrzenią {\displaystyle c_{0}.}

## Przestrzeńc0a przestrzenie sprzężone
Przestrzeń {\displaystyle c_{0}} nie jest izomorficzna z przestrzenią sprzężoną do żadnej przestrzeni Banacha.
Dowód. Przestrzeń Banacha {\displaystyle E,} która jest izomorficzna z komplementarną podprzestrzenią pewnej przestrzeni sprzężonej {\displaystyle F^{*}} jest komplementarna w {\displaystyle E^{**},} gdzie {\displaystyle E} utożsamia się z kanonicznym włożeniem w {\displaystyle E^{**}.} Gdyby zatem przestrzeń {\displaystyle c_{0}} była izomorficzna z pewną przestrzenią sprzężoną {\displaystyle F^{*},} przeczyłoby to twierdzeniu Phillipsa-Sobczyka mówiącemu, że {\displaystyle c_{0}} nie jest komplementarne w {\displaystyle c_{0}^{**}\cong \ell _{\infty }.}
Bessaga i Pełczyński udowodnili w 1958 następujące twierdzenie mówiące, że
Jeżeli przestrzeń {\displaystyle c_{0}} jest izomorficzna z podprzestrzenią {\displaystyle Y^{*}} dla pewnej przestrzeni {\displaystyle Y,} to {\displaystyle Y} zawiera komplementarną podprzestrzeń izomorficzną z przestrzenią ℓ1. W szczególności, {\displaystyle Y^{*}} zawiera podprzestrzeń izomorficzną z {\displaystyle \ell _{\infty }.}
Szkic dowodu. Niech {\displaystyle T\colon c_{0}\to Y^{*}} będzie izomorfizmem. Wówczas operator sprzężony {\displaystyle T^{*}\colon Y^{**}\to \ell _{1}} jest suriektywny. Niech ponadto {\displaystyle S=T^{*}|_{Y}} oraz niech {\displaystyle (e_{n})} oznacza bazę kanoniczną w obrazie operatora {\displaystyle T.} Zachodzi więc
{\displaystyle \langle e_{n},Sy\rangle =\langle Te_{n},y\rangle \;\;\;(y\in Y,\,n\in \mathbb {N} ).}
Stąd
{\displaystyle Sy=(\langle e_{1},Sy\rangle ,\langle e_{2},Sy\rangle ,\dots )=(\langle Te_{1},y\rangle ,\langle Te_{2},y\rangle ,\dots )\;\;(y\in Y).}
Z suriektywności operatora {\displaystyle T^{*}} wynika, że istnieje {\displaystyle K>0} oraz ciąg funkcjonałów {\displaystyle (y_{n}^{**})} w {\displaystyle Y^{**}} o tej własności, że
{\displaystyle \|y_{n}^{**}\|\leqslant K,\;\;T^{*}(y_{n}^{**})=e_{n}^{*},}
gdzie {\displaystyle (e_{n})} oznacza bazę kanoniczną w {\displaystyle \ell _{1}.} Z twierdzenia Goldstine’a wynika, że zbiór {\displaystyle K}· {\displaystyle B_{Y}} jest *-słabo gęsty w {\displaystyle K\cdot B_{Y^{**}},} a więc istnieje taki ciąg {\displaystyle (y_{n})} w {\displaystyle Y,} że
{\displaystyle \|y_{n}\|\leqslant K\;\;(n\in \mathbb {N} )}
oraz
{\displaystyle |\langle Te_{n},y_{n}\rangle -1|<{\tfrac {1}{n}},\,\,\,\sum _{k=1}^{n-1}|\langle Te_{k},y_{n}\rangle |<{\tfrac {1}{n}},}
przy czym funkcjonały {\displaystyle Te_{1},\dots ,Te_{n}} wyznaczają tutaj pewne *-słabe otoczenie {\displaystyle y_{n}^{**}.} Zachodzi również
{\displaystyle \langle y_{n}^{**},Te_{k}\rangle =\langle e_{n}^{*},e_{k}\rangle =\delta _{nk}.}
Wynika stąd, że pierwszych {\displaystyle n}-1 współrzędnych {\displaystyle Sy_{n}} jest małych w porównaniu do {\displaystyle n}-tej współrzędnej. Z ciągu {\displaystyle Sy_{n}} można więc wybrać podciąg równoważny bazie przestrzeni ℓ1, który generuje podprzestrzeń komplementarną i izomorficzną z {\displaystyle \ell _{1}.} Niech {\displaystyle P} oznacza rzutowanie na podprzestrzeń generowaną przez {\displaystyle Sy_{n}} w {\displaystyle \ell _{1}.} Wybierając ewentualnie podciąg, można dobrać taką stałą {\displaystyle M>0,} że
{\displaystyle \left\|\sum _{k=1}^{n}a_{k}y_{k}\right\|\leqslant K\sum _{k=1}^{n}|a_{n}|\leqslant KM\left\|\sum _{k=1}^{n}a_{k}Sy_{k}\right\|_{\ell _{1}}\leqslant KM\|S\|\left\|\sum _{k=1}^{n}a_{k}y_{k}\right\|.}
Oznacza to, że operator {\displaystyle S} zacieśniony do podprzestrzeni generowanej przez {\displaystyle (y_{n})} jest odwracalny oraz operator {\displaystyle Q=S^{-1}PS} jest rzutowaniem na podprzestrzeń w {\displaystyle Y} izomorficzną z {\displaystyle \ell _{1},} co kończy dowód.